# Cap sur Dakar
Pour les articles homonymes, voir Dakar (homonymie).
Cap sur Dakar est un jeu vidéo de course développé et édité par Coktel Vision, sorti en 1985 sur Amstrad CPC, Thomson MO5 et Thomson TO7. Il est basé sur le Rallye Dakar.

## Système de jeu
Au départ, vous devez choisir 3 sponsors parmi 8, avec des noms inspirés de grandes enseignes. Pour cela, vous devez réussir 3 épreuves différentes (une proposée par chaque sponsor) parmi lesquelles on trouve un jeu de labyrinthe, de tir, de basket, de pentaminos et même un jeu de culture générale!
Une fois ceci fait, vous devez acheter une voiture et du matériel adéquat (faites le bon choix) avant de parcourir les 18 étapes du rallye (comme une course de voiture 3D classique). Mais là ù cela s'en détache est que vous pouvez avoir des pénalités de temps ou d'argent suivant différents incidents!
Ce jeu est bien plus qu'une simple corse d'automobile classique, il ajoute des éléments emprunté aux jeux d'arcade, de gestion (financière et de temps).